# Holger Strøm
Holger Conrad Ludvig Strøm (5. marts 1876 i København – 22. august 1952 på Frederiksberg) var en dansk skuespiller, der debuterede i 1894 med en efterfølgende lang teaterkarriere og et utal af roller. Han var bl.a. engageret på Folketeatret, Dagmar Teatret, Betty Nansen Teatret og Frederiksberg Teater.

## Filmografi
- Københavnere – 1933
- 7-9-13 – 1934
- Kidnapped – 1935
- Snushanerne – 1936
- Flådens blå matroser – 1937
- Frøken Møllers jubilæum – 1937
- Damen med de lyse handsker – 1942
- Alt for karrieren – 1943
- Den stjålne minister – 1949